# Olav Ulland
Olav Ulland (* 23. November 1910 in Kongsberg; † 7. Juni 2003 in Bellevue, Washington) war ein norwegisch-US-amerikanischer Skispringer, Skisprungtrainer und -funktionär.

## Werdegang
Ulland startete für Norwegen bei der Nordischen Skiweltmeisterschaft 1930 in Oslo. Mit Sprüngen auf 47,5 und 48,5 Metern landete er am Ende punktgleich mit dem Schweden Erik Rylander auf dem fünften Rang. Beim Springen im Rahmen des Kombinations-Wettbewerb setzte er als einer von drei Springern einen neuen Schanzenrekord auf dem Holmenkollbakken. Am 17. März 1935 sprang Ulland in Ponte di Legno in Italien auf 103,5 Meter. Jedoch griff er bei der Landung in den Schnee, weshalb die Weite nicht als Skiflugweltrekord gewertet wurde. Stattdessen setzte der Schweizer Fritz Kainersdorfer diesen mit 99,5 Meter.
Bei den Olympischen Winterspielen 1936 in Garmisch-Partenkirchen war Ulland als Trainer des italienischen Skisprungteams aktiv. 1937 übersiedelte er in die Vereinigten Staaten, wo er nahe Seattle mit der Ausbildung von jungen Nachwuchsspringern begann. Von seinem Freund und Geschäftsmann Eddie Bauer lieh er sich wenig später 2000 US-Dollar und gründete gemeinsam mit dem alpinen Skirennläufer Scott Osborn 1941 das Unternehmen Osborn & Ulland, welches in den 1980er Jahren zu einer kleinen Einzelhandelskette mit fünf Filialen in Washington und Oregon anwuchs. Der letzte Laden schloss erst im Jahre 1995.
1954 engagierte sich Ulland beim Aufbau des Kongsberger Ski Club in Seattle. Der Verein, der noch heute existiert, setzte in den ersten Jahren Schwerpunkte im Skispringen und im Skilanglauf. Seit 1974 ist er nur noch im Skilanglauf aktiv.
Bei den Olympischen Winterspielen 1956 und der Nordischen Skiweltmeisterschaft 1958 in Lahti war er als Cheftrainer der US-Nationalmannschaft aktiv. Später war Ulland zudem als Sprungrichter und Technischer Delegierter aktiv. So betreute er unter anderem auch die Olympischen Winterspiele 1980 in Lake Placid.

## Auszeichnungen
Bereits 1957 bekam er vom US-Skiverband den Julius Blegen Award verliehen. 1981 wurde Ulland in die US Ski and Snowboard Hall of Fame aufgenommen. Die Pacific Northwest Ski Association vergibt jährlich den Olav Ulland Award für gute Leistungen im nordischen Skisport.